# Geta Popescu
Geta Popescu (nume la naștere Dor Medina Geta Popescu, n. 4 iunie 2003, Râșnov – d. 22 aprilie 2017, munții Retezat) a fost o tânără alpinistă română care a intrat în cartea recordurilor.

## Vezi și
- Crina „Coco” Popescu